# El Chapo De Sinaloa
Ne pas confondre avec Joaquín Guzmán, dit « El Chapo » du cartel de Sinaloa.
Pour les articles homonymes, voir Ernesto Perez, Perez et Chapo.
Ernesto Perez, plus connu sous le nom de El Chapo de Sinaloa, né à Badiraguato, à Sinaloa est un chanteur et un musicien mexicain de musique norteña.

## Biographie
Une grande partie de sa jeunesse, Ernesto grandit aux rythmes d'une harmonieuse musique folklorique qui caractérise l'état mexicain de Sinaloa. 
Il fait partie d'un groupe de musiciens et commence à chanter et à jouer de la clarinette. Il obtient petit à petit une grande popularité en passant sur les plus grandes chaînes de radio américaines.
Il est proposé au Billboard Latin Awards 2006 pour le titre  musical régional mexicain le plus diffusé à la radio, comme soliste masculin pour le titre Recostada en La cama.

## Discographie
- El Chichi (1995)
- 13 Toneladas (1996)
- Chapo de Sinaloa (1996)
- Padre de Todos (1999)
- Tienda Surtida (1999)
- Me Dicen el Rey (2000)
- Andamos Borrachos Todos (2000)
- Qué Tal Si Te Compro (2001)
- El #1 de Jaripeno (2002)
- Hechizo de Amor: Cien Por Ciento Norteño (2002)
- 15 Éxitos al Estilo Norteño (2002)
- Fantasía Loca (2003)
- Tú, Yo y La Luna (2004)
- La Noche Perfecta (2006)
- Los Super Corridos (2006)
- El Jaripeo (2006)
- Los Mejores Corridos del Chapo de Sinaloa Con Banda (2006)
- Con Banda Sinaloense 20 Éxitos (2006)
- Recostada en la Cama y Muchos Éxitos Más (2006)
- Sus 12 Mejores Corridos (2006)
- Te Va a Gustar (2007) U.S.#95[1]
- Mis Rancheras Consentidas (2007)
- Para Siempre (2008)
- Corridos Ke Mandan (2008)
- Éxitos De Siempre (2009)
- Con La Fuerza Del Corrido (2009)
- Apasionado (2010)
- Corazón de niño (2011)
- Triunfador (2012)

## Filmographie
- 2016 : Sueño de amor : Jerónimo Durán

On peut partiellement entendre sa chanson Para que regreses dans le film Babel de Alejandro Inarritu.